# Miri
Miri (v anglickém originále Miri) je osmý díl první řady seriálu Star Trek. Premiéra epizody proběhla 27. října 1966.

## Příběh
Hvězdného data 2713.5 vesmírná loď USS Enterprise, vedená kapitánem Jamesem Kirkem, objevuje planetu v každém detailu podobnou Zemi. Ta je ovšem pravé Zemi vzdálená stovky světelných let. Z planety byl zachycen rádiový signál, ale nikdo se nehlásí. Výsadek tvoří kapitán James Kirk, jeho pobočnice Janice Randová, první důstojník Spock, lodní lékař McCoy a doprovodní členové z bezpečnosti. Planeta působí zpustlým dojmem. I když jsou na ní stavby podobné pozemským, vše je opuštěné a zanedbané. Krátce po příchodu na planetu je výsadek napaden znetvořeným humanoidem, který záhy umírá.
V jednom z domů je nalezena mladá, velmi vyplašená dívka jménem Miri. Mluví o dospělých jako o „velkých“, kteří onemocněli a poté dokázali pouze ubližovat a ničit vše kolem sebe. Výsadek zjišťuje, že na povrchu planety se vyskytuje jakýsi virus, který napadá jedince ve chvíli, kdy se z něj stává pubescent. I členové výsadku mají vyrážku provázející první stádium nebezpečné nákazy. Jediný nenakažený je pan Spock (je jen přenašeč). Podle záznamů je zřejmé, že nemoc se snažili léčit i původní obyvatelé. McCoy si nechává z Enterprise transportovat potřebné vybavení pro práci s viry. V záznamech členové výsadku objevují, že šlo původně o projekt prodloužení délky života. Proto děti na planetě žijí dlouhá staletí a stárnou velmi pomalu, avšak při příchodu puberty přichází nákaza a její poslední stádium je šílenství a smrt. Miri zůstává s výsadkem, ale je silně ovlivněna početnou skupinou svých vrstevníků, kteří se ukrývají ve městě. Žádný z nich nevěří dospělým, stejně jako původně Miri. Vůdce dětí, Jahn, ukradne výsadku komunikátory, které jsou pro výsadek nezbytně nutné pro další kontakt s Enterprise. Nemoc začíná postupovat a všichni začínají být podráždění. Miri žárlí na Kirkovu pobočnici a přemluví děti, aby pobočnici vlákaly do pasti a zajaly. Počet nakažených se brzy rozrůstá i o Miri, kterou dostihla puberta. Ve svém zděšení přivádí do úkrytu dětí kapitána Kirka, který se od nich snaží získat potřebné komunikátory. Spock a McCoy zatím mají dokončenou vakcínu, ale bez kontaktu s lodí si nemohou ověřit její funkčnost jinak než na sobě. Když Kirk doráží do laboratoře, nachází Spocka nad bezvládným tělem McCoye, který si píchl vakcínu, ačkoliv nadmíru riskoval.
S dětmi na planetě zůstává lékařský tým a Enterprise odlétá z oběžné dráhy druhé Země.